# Подкаменная (река, впадает в Хатангский залив)
Подка́менная — река, протекающая в Красноярском крае России. Длина реки составляет 163 км, площадь водосборного бассейна — 3700 км². 
Река берёт начало в горах Бырранга на востоке полуострова Таймыр, к юго-востоку от истока реки Вездеходной, на высоте более 479 м над уровнем моря. В верховьях течёт в юго-западном направлении по горной тундре, берега обрывистые. В среднем течении, выйдя на равнину, река устремляется на юг, течёт по болотистой тундре, покрытой мхами и лишайниками, на берегах — многочисленные озёра. В нижнем течении поворачивает на юго-восток. Впадает с запада в залив Лагерный Хатангского залива несколькими рукавами в 32 км к северо-востоку от устья реки Новой. Ширина перед устьем — 140 м при глубине 3 м; скорость течения в низовьях составляет 1,5 м/с. Населённые пункты на реке отсутствуют. 

## Основные притоки
Указаны поименованные притоки длиной 30 км и более
| Название          | Расстояние от устья | Длина | Положение |
| ----------------- | ------------------- | ----- | --------- |
| Песцовая          | 42                  | 51    | правый    |
| Галечниковый      | 46                  | 32    | правый    |
| Малая Подкаменная | 64                  | 75    | правый    |

## Данные водного реестра
По данным государственного водного реестра России и геоинформационной системы водохозяйственного районирования территории РФ, подготовленной Федеральным агентством водных ресурсов:
- Бассейновый округ — Енисейский
- Речной бассейн — Хатанга
- Речной подбассейн — Хатанга от слияния Хеты и Котуя до устья
- Водохозяйственный участок — Реки бассейна моря Лаптевых от мыса Прончищева до границы между Таймырским Долгано-Ненецким районом Красноярского края и Республикой Саха (Якутия) без реки Хатанги
- Код водного объекта — 17040400212117600003915